# Medir de Barcelona
Medir de Barcelona és un sant màrtir, pagès, venerat a Barcelona i Sant Cugat del Vallès. La seva festivitat és el 3 de març. No obstant això, i la popularitat del seu culte, es tracta d'un sant probablement inexistent, creat a partir d'altres llegendes i altres figures reals.

## Llegenda

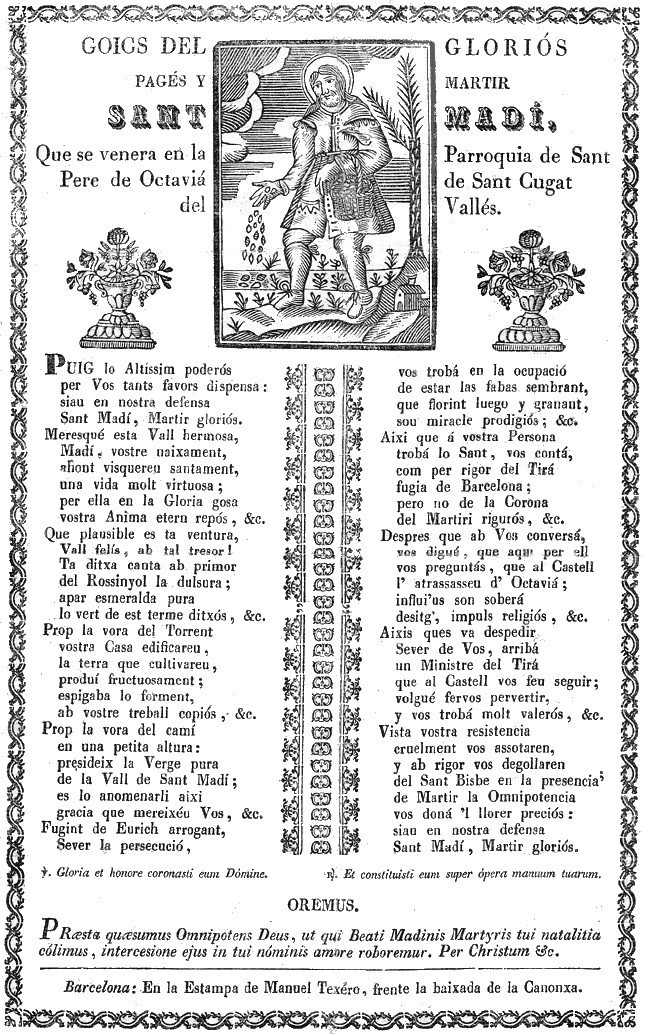
Goigs de Sant Medir, s. XIX.

Segons la tradició, Sant Medir (o Sant Emeteri) era un pagès català que vivia cap a l'any 303 a la vall de Gausac (avui anomenat Vall de Sant Medir) a la serra de Collserola en el terme de Sant Cugat del Vallès.
Durant la persecució de Dioclecià, cristians arreu de l'Imperi Romà van ser perseguits, entre d'altres Sever, bisbe de Barcelona. Perseguit pels romans, va fugir per l'antic camí de Bàrcino (Barcelona) cap a Castrum Octavianum (Sant Cugat). A la vall de Gausac es trobà a Medir plantant faves als seus camps a prop del camí. Li explicà el motiu de la seva fugida i, decidit a morir per la fe de Jesucrist, li demanà que si és preguntat per ell, els respongui amb la veritat. Quan Sever marxà, les llavors de les faves, miraculosament, van créixer i florir com si ja portessin mesos plantades.
Poc després, els perseguidors romans, en trobar Medir, preguntaren pel bisbe i ell respongué amb la veritat: que mentre ell sembrava les faves, el bisbe hi havia passat. Els romans pensaren que Medir se'n burlava i protegia el bisbe, de manera que el portaren pres i, quan van capturar Sever, van martiritzar-los tots dos, degollant Sant Medir.

## Historicitat
No hi ha més dades ni proves de l'existència real de Medir. Les circumstàncies en què es crea la llegenda fan creïble que es tractés d'una mixtificació sorgida arran de la confusió amb Sant Emeteri i la necessitat d'ornamentar la llegenda de Sant Sever, com un cas més de duplicació de personalitat hagiogràfica. Emeteri, juntament amb son germà Celdoni, era un hispà dels segles III-IV que va patir persecució i martiri sota l'emperador Dioclecià a Calahorra, d'on eren naturals (Prudenci, també de Calahorra, en narra la història a la seva obra poètica). Part de les relíquies van arribar al monestir de Cellers, al Solsonès, i després a l'església de Sant Miquel de Cardona, vila de la qual són patrons.
Podria haver passat que, des de llavors, el culte a sant Emeteri (Medir) es difongués i s'incorporés a altres tradicions, barrejant-se amb llegendes locals.

## Veneració
Amb el temps, al lloc on sant Medir havia tingut els camps i la pagesia, en plena serra de Collserola, al terme de Sant Cugat del Vallès, es va construir una ermita, i vora seva hi ha una esplanada coneguda com a "camp del miracle", que és, segons diuen, el camp de faves on Sever feu el seu miraculós creixement.
La tradició i el culte al sant s'havien perdut i oblidat gairebé del tot fins que, a partir del segle xix, començà a celebrar-s'hi un aplec molt concorregut pels veïns de Gràcia i de Sant Gervasi de Cassoles, que és a l'origen de l'actual Festa de Sant Medir.
Avui, el dia 3 de març, continua celebrant-se aquesta festa a Sant Cugat del Vallès i Barcelona, especialment als barris de Gràcia i Sarrià, amb romeries que des d'aquests llocs arriben fins a l'ermita de Collserola tot llençant i repartint caramels als assistents.

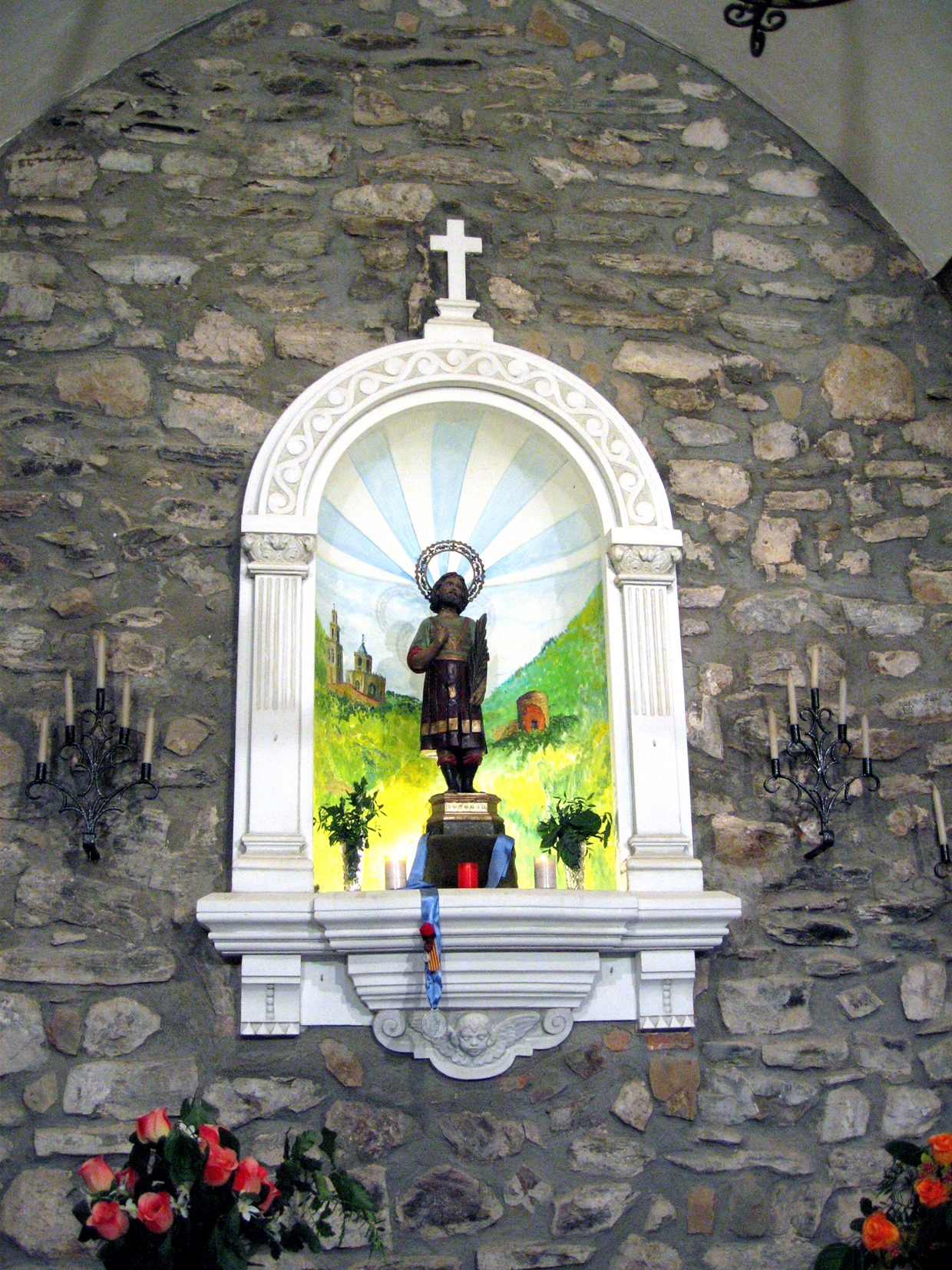
Imatge de Sant Medir, a l'interior de l'ermita
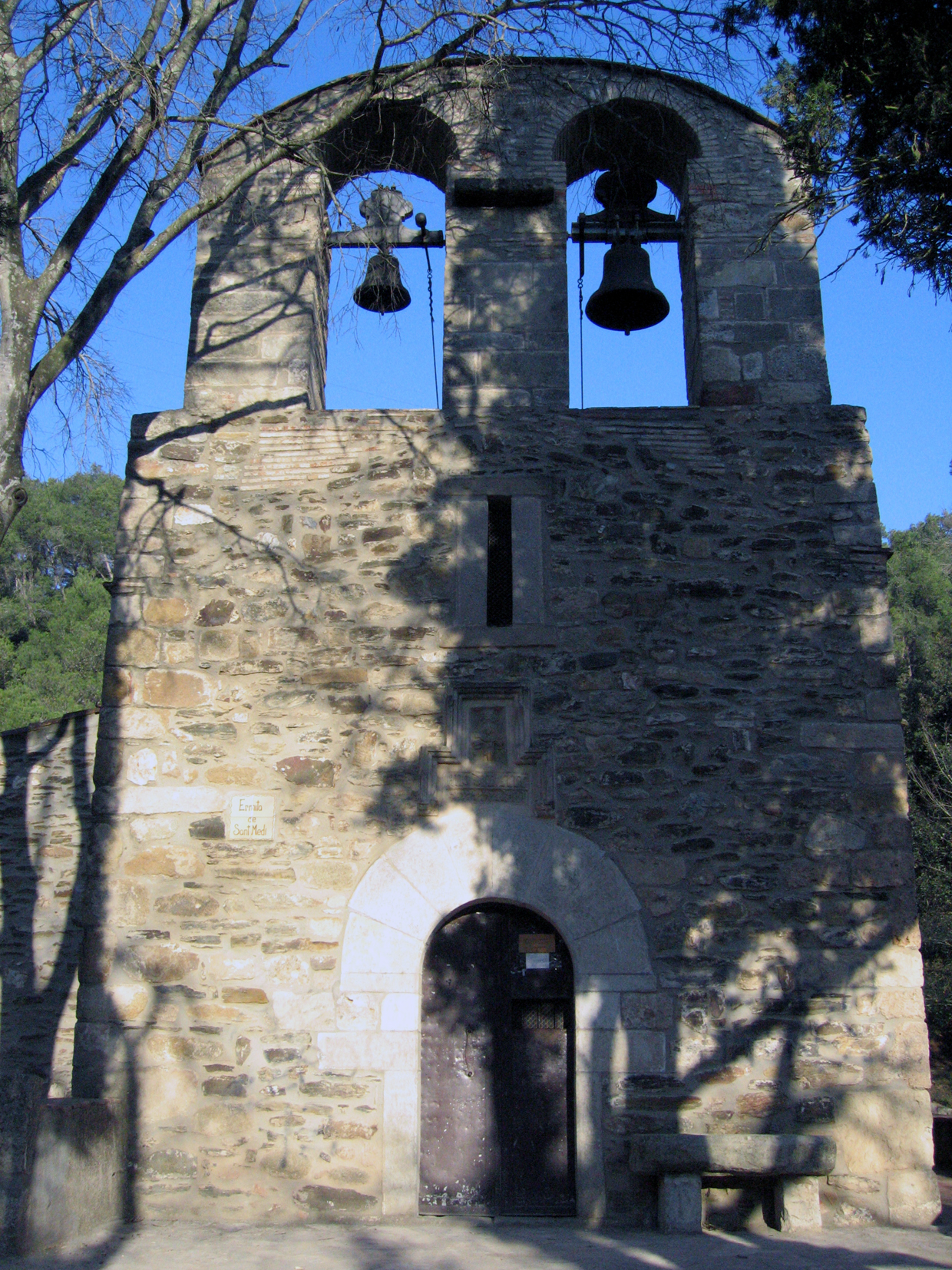
Ermita de Sant Medir